# Hovedøya kloster

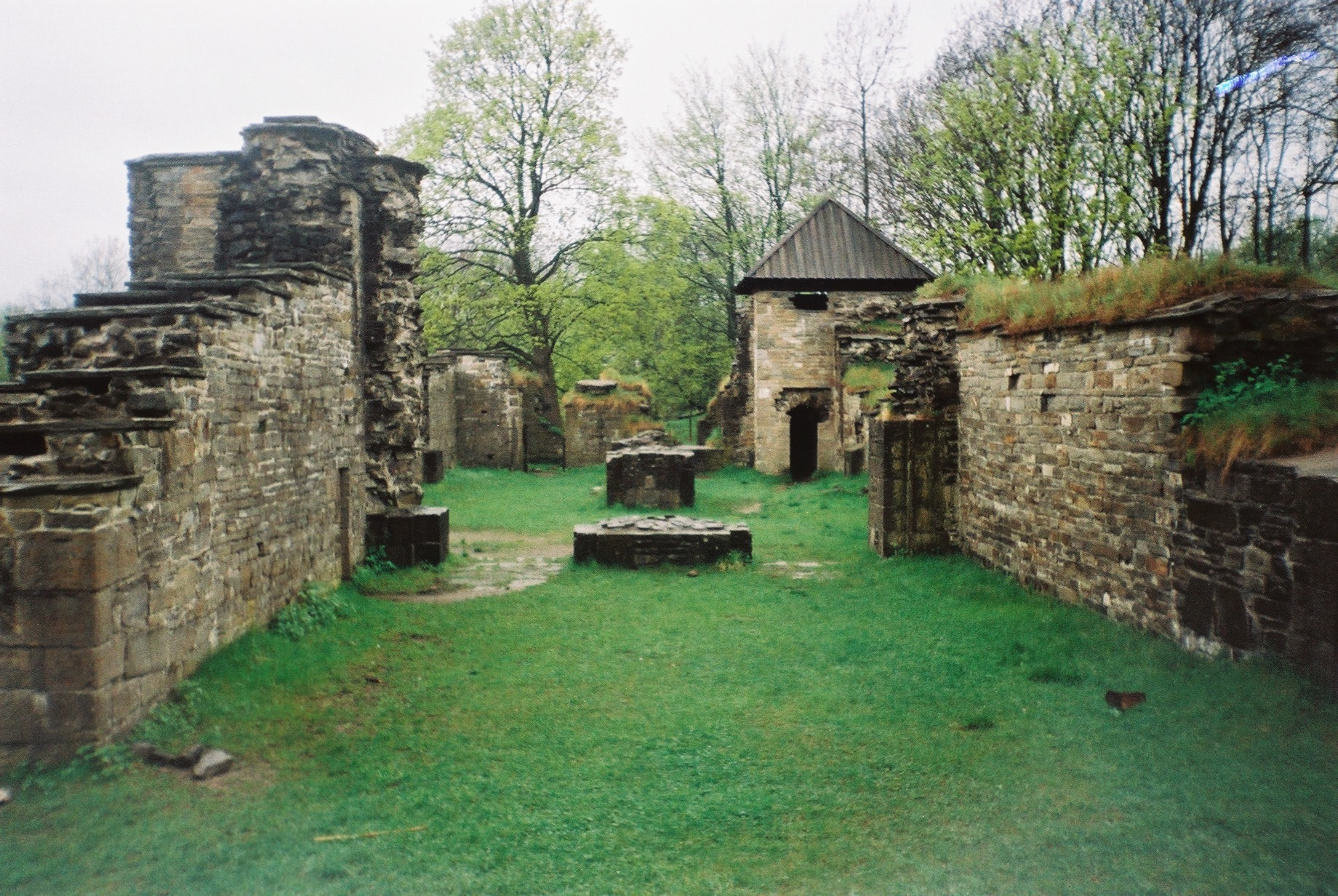
Hovedøya kloster

Hovedøya kloster var ett munkkloster tillhörigt Cisterciensorden. Klostret låg på ön Hovedøya i Oslofjorden i Norge och grundades 1147 av abboten Philippus från Kirkstead i Lincolnshire. 
Hovedøya är det äldsta av de fyra kloster som låg i Oslo och dess nära omgivning under medeltiden. Munkarna övertog en befintlig kyrka, vilken välsignades åt Edmund martyren.
År 1532 blev alla klostrets gods och egendomar underlagda kronan, och hövitsmannen Mogens Gyldenstjerne på Akershus fästning brände klostret 21 januari 1532. Klostrets verksamhet upphörde helt samma år och området blev reducerat till ett stenbrott för den vidare utbyggnaden av Akershus fästning och senare även för kungliga slottet i Oslo.
Ruinerna är en av de mest kompletta efterlämningarna av ett medeltida kloster i Norge.

## Galleri

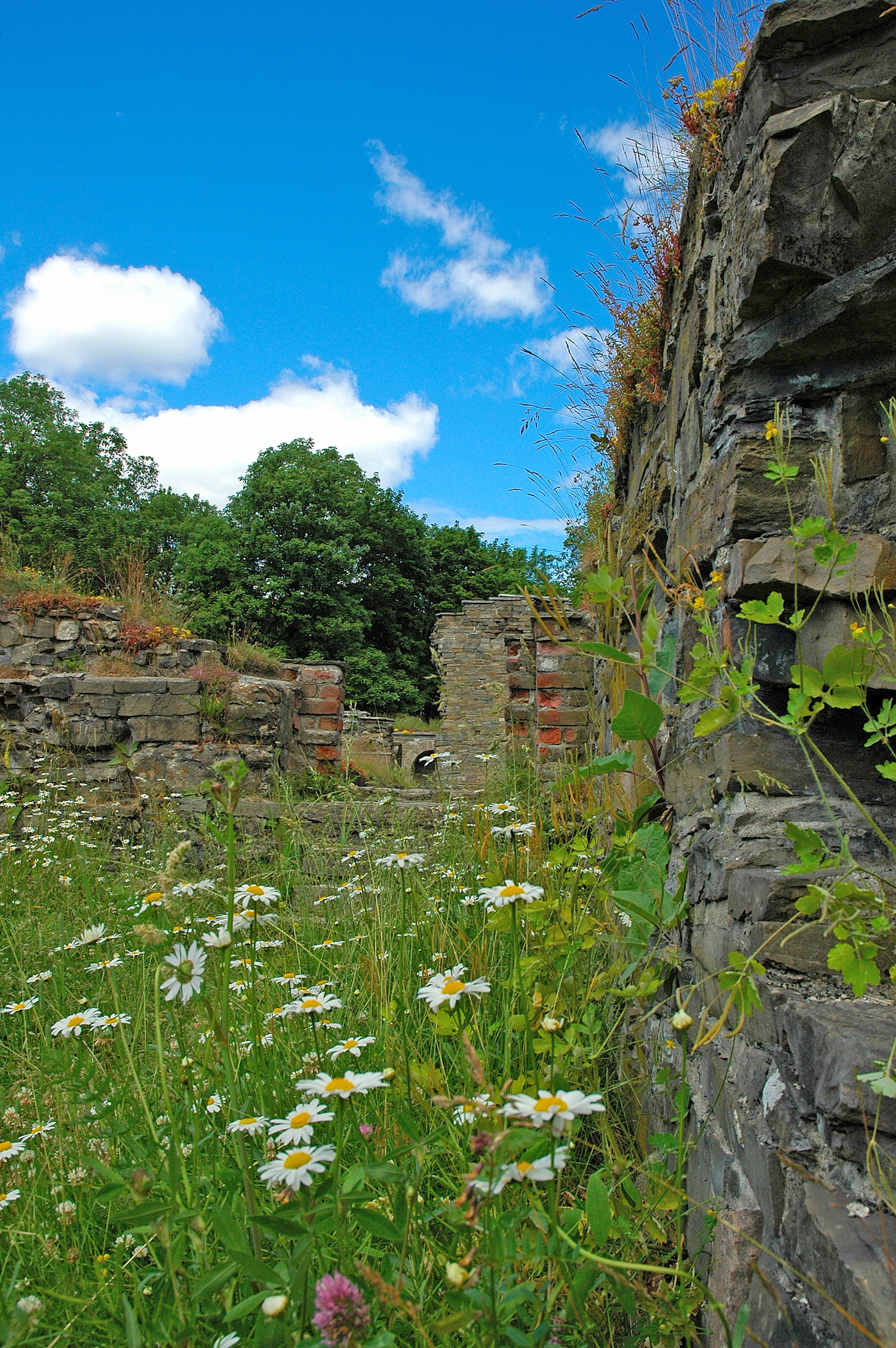
Cistercienserklostret på Hovedøya, Oslo